# Aplicația
Aplicația (în engleză Zapped) este un film american al Disney Channel Original Movie. A fost filmat și produs în Vancouver, Canada, începând cu august 2013. În rolurile principale au jucat actorii Zendaya ca Zoey Stevens, Chanelle Peloso, Emilia McCarthy și Spencer Boldman.

## Acțiune
Zoey Stevens, dansatoare talentată și elevă cu 10 pe linie, se vede prizonieră într-un nou liceu, într-o nouă trupă de dans cu dansatori stângaci, și cu un nou tată vitreg, după ce mama sa se recăsătorește. Pe deasupra, noua casă are trei frați vitregi gălăgioși și un câine imposibil de controlat. Lucrurile încep să se schimbe când Zoey descarcă o aplicație de îmblânzire a câinilor pe telefonul ei inteligent, aplicație care provoacă lucruri stranii tuturor băieților din jurul său.